# François Emmanuel Guignard
François Emmanuel Guignard, hrabia de Saint-Priest (ur. 12 marca 1735 w Grenoble, zm. 26 lutego 1821) – francuski dyplomata.
Urodził się w Grenoble, w wieku 5 lat został kawalerem chevalier Zakonu Maltańskiego, w wieku 15 lat wstąpił do armii. Opuścił szeregi w 1763 z rangą pułkownika i został francuskim reprezentantem w Portugalii.
Saint-Priest został w roku 1768 ambasadorem francuskim w Turcji, w którym to kraju pozostał (z krótką przerwą) do roku 1785. Poślubił tam Wilhelminę von Ludolf, córkę ambasadora Królestwa Neapolu w Stambule. W roku 1775 wybuchła utarczka między tureckimi milicjantami a grupą francuskich franciszkanów i lekarzem ambasady Francji. W bójce wziął udział tłum ludności tureckiej, a z drugiej strony członkowie świty kilku poselstw. Kiedy ci drudzy schronili się w gmachach poselstw, wtargnięto tam za nimi. Najbardziej ucierpiała siedziba posła pruskiego Johanna Christopha von Zegelina. ostrzelano ją i wybito szyby. Nieco mniej ucierpiała ambasada Austrii i Francji. Władze tureckie skazały na śmierć trzydziestu tureckich napastników.
Później był francuskim ambasadorem w Holandii w latach 1788–1789.
Ostatni Sekretarz Stanu Domu Królewskiego (1789–1791) za panowania Ludwika XVI.
Jego pamiętniki: Mémoires sur l’ambassade de France en Turquie et le commerce des Français dans le Levant, sporządził tuż po powrocie do Paryża, zostały one jednak wydane dopiero w 1877 (wydał je Charles Schefer).
Poza tym Guignard opublikował rozprawę pt. Examen des assemblés provinciales (1787).
Był ojcem oficera Guillaume Emmanuela Guignarda (1776-1814) i wujem pisarza politycznego Emmanuela-Louisa-Henriego de Launay, hrabiego d’Antraigues.